# グランド郡 (ユタ州)
グランド郡（英: Grand County）は、アメリカ合衆国ユタ州の東部に位置する郡である。2010年国勢調査での人口は9,225人であり、2000年の8,485人から8.7％増加した。郡庁所在地はモアブ（人口5,046人）であり、同郡で人口最大の町でもある。1890年に設立され、郡名はグランド川（現在のコロラド川）に因んで名付けられた。

## 地理
アメリカ合衆国国勢調査局に拠れば、郡域全面積は3,694平方マイル (9,567.4 km2)であり、このうち陸地は3,682平方マイル (9,536.3 km2)、水域は13平方マイル (33.7 km2)で水域率は0.34％である。グリーン川が郡の西側境界となり、東はコロラド州に接している。南東隅にはコロラド川が流れている。砂漠、崖、および台地が景観を造り、コロラド川のオアシスであるモアブ市以外の町は少ない。アーチーズ国立公園が郡の南部、モアブの真北にある。またキャニオンランズ国立公園の北端部が郡の南西隅にある。

### 隣接する郡
- ユインタ郡 - 北
- ガーフィールド郡 (コロラド州) - 北東
- メサ郡 (コロラド州) - 東
- サンフアン郡 - 南
- エメリー郡 - 西
- カーボン郡 - 北西

### 国立保護地域
- アーチーズ国立公園
- キャニオンランズ国立公園（部分）
- マンタイ・ラ・サル国立の森（部分）
- マッキニス・キャニオンズ国立保存地域（部分）

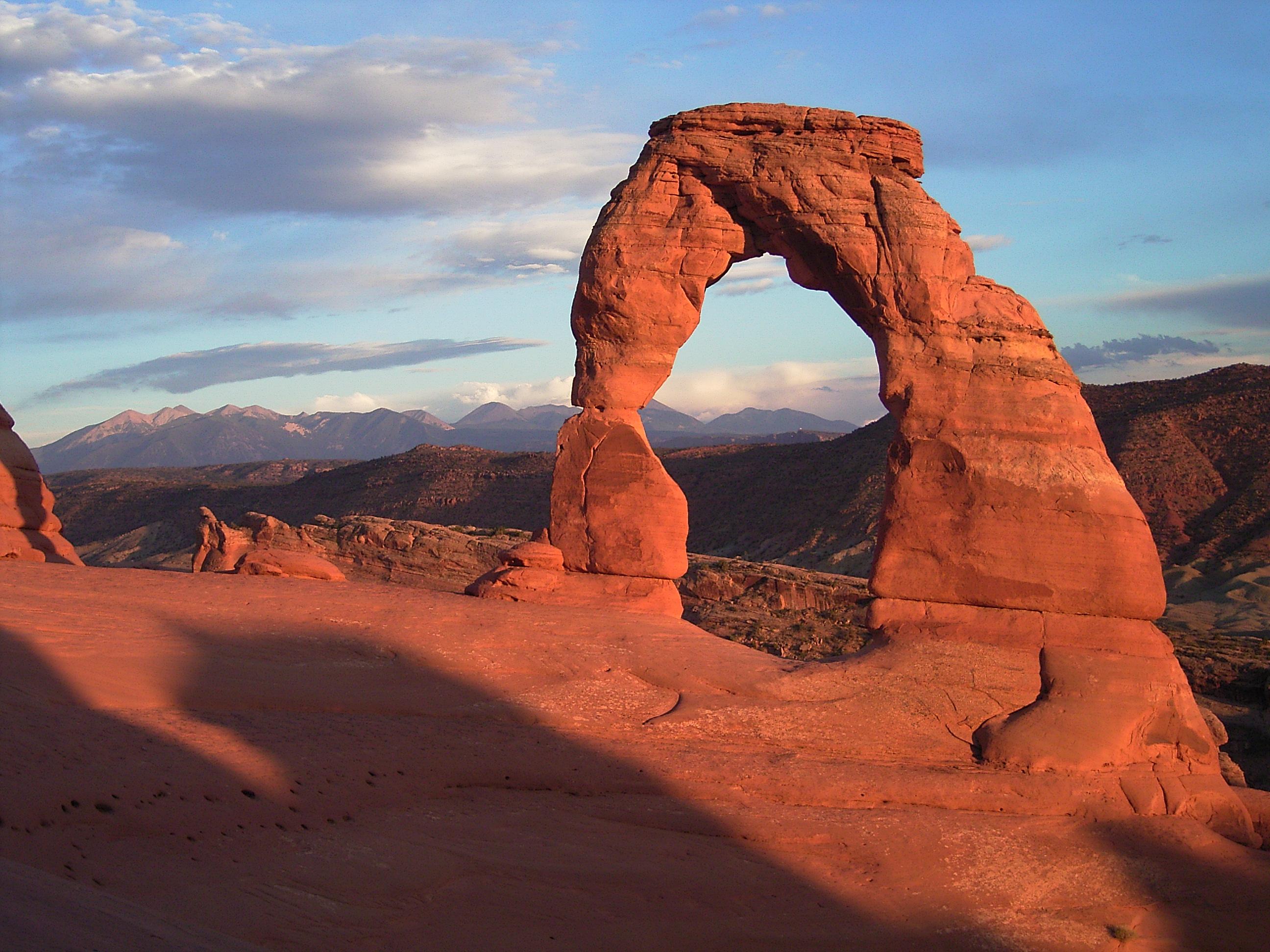
デリケート・アーチ、アーチーズ国立公園
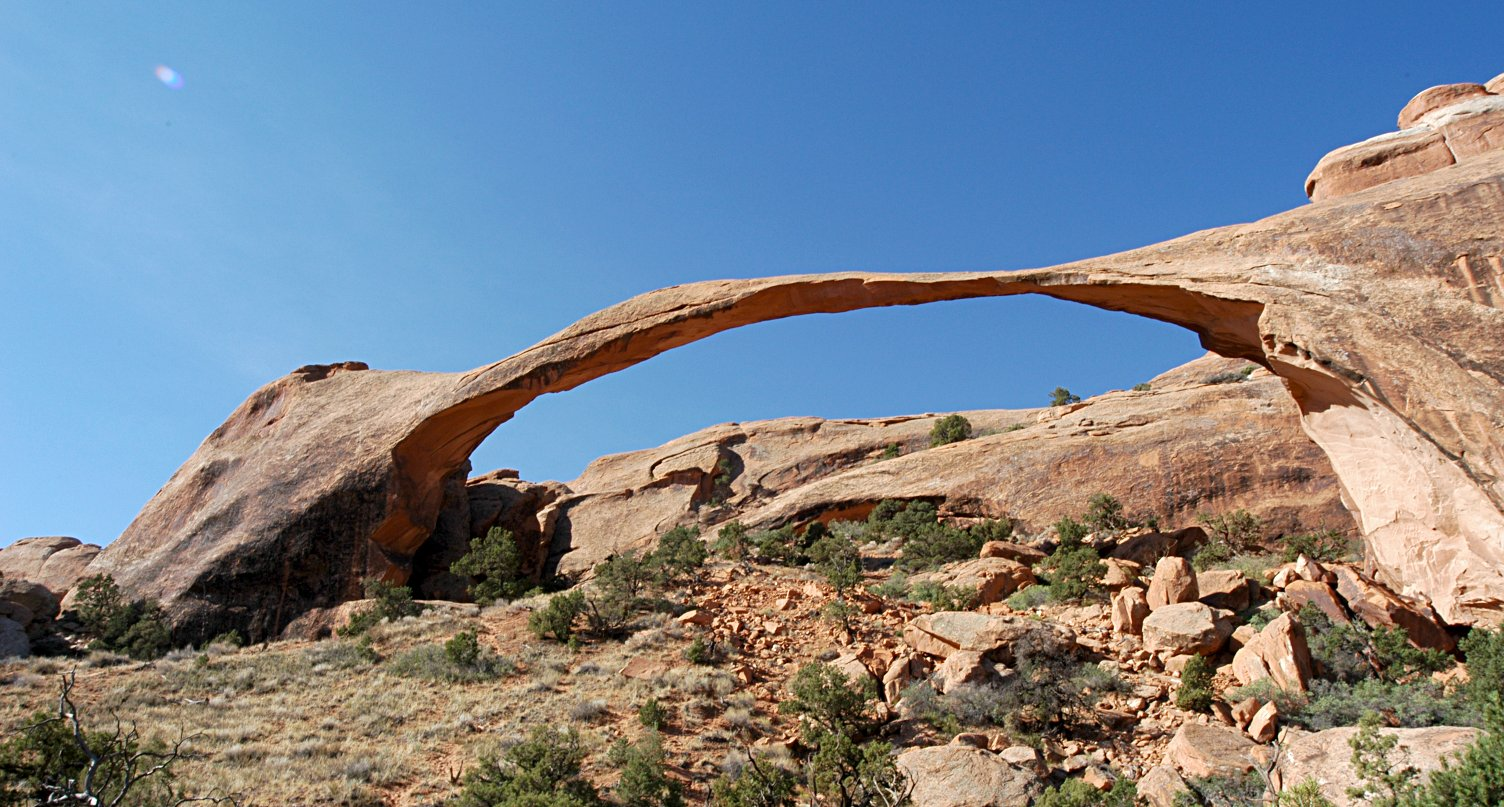
ランドスケープ・アーチ
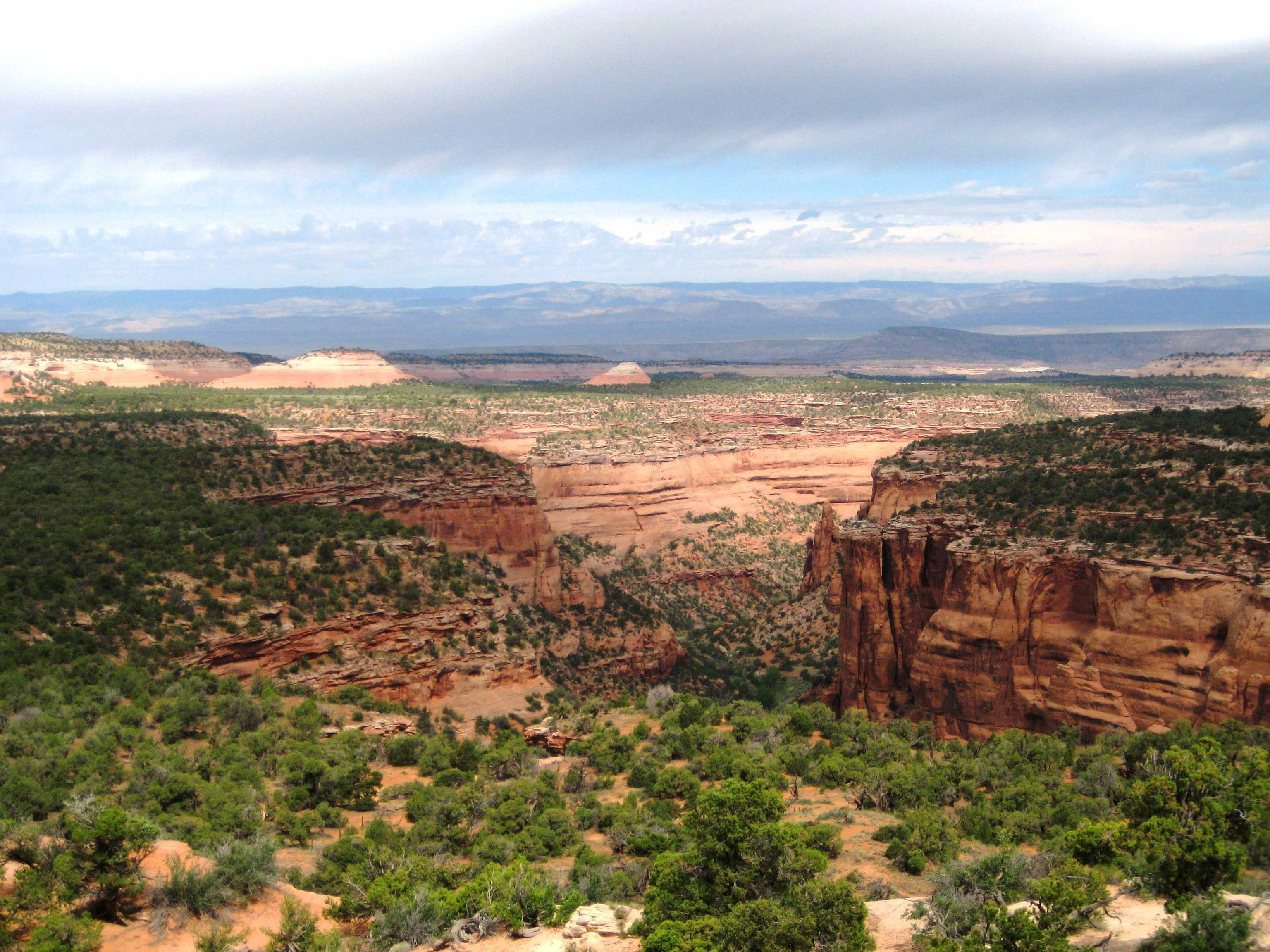
ノウルズ・キャニオン、マッキニス・キャニオンズ国立保存地域

## 人口動態
以下は2000年国勢調査による人口統計データである。
| 基礎データ - 人口: 8,485人 - 世帯数: 3,434 世帯 - 家族数: 2,170 家族 - 人口密度: 1人/km2（2人/mi2） - 住居数: 4,062軒 - 住居密度: 0軒/km2（1軒/mi2） 人種別人口構成 - 白人: 92.65% - アフリカン・アメリカン: 0.25% - ネイティブ・アメリカン: 3.85% - アジア人: 0.22% - 太平洋諸島系: 0.05% - その他の人種: 1.66% - 混血: 1.32% - ヒスパニック・ラテン系: 5.55% 年齢別人口構成 - 18歳未満: 26.9% - 18-24歳: 8.2% - 25-44歳: 27.9% - 45-64歳: 24.5% - 65歳以上: 12.5% - 年齢の中央値: 37歳 - 性比（女性100人あたり男性の人口） - 総人口: 96.3 - 18歳以上: 95.1 | 世帯と家族（対世帯数） - 18歳未満の子供がいる: 29.8% - 結婚・同居している夫婦: 48.6% - 未婚・離婚・死別女性が世帯主: 10.7% - 非家族世帯: 36.8% - 単身世帯: 29.5% - 65歳以上の老人1人暮らし: 9.5% - 平均構成人数 - 世帯: 2.44人 - 家族: 3.06人 収入と家計 - 収入の中央値 - 世帯: 32,387米ドル - 家族: 39,095米ドル - 性別 - 男性: 31,000米ドル - 女性: 21,769米ドル - 人口1人あたり収入: 17,356米ドル - 貧困線以下 - 対人口: 14.8% - 対家族数: 10.9% - 18歳未満: 21.2% - 65歳以上: 8.4% |

## 政治
ユタ州の大半の地域は共和党の強い地盤であるが、グランド郡は近年二大政党が接戦になっている。1992年アメリカ合衆国大統領選挙で、ビル・クリントンはグランド郡を制したが、1996年の選挙では共和党のボブ・ドールに敗れた。2000年と2004年の統領選挙では、ジョージ・W・ブッシュがグランド郡を制したが、知事選挙では民主党候補が勝利した。2008年アメリカ合衆国大統領選挙では、バラク・オバマがジョン・マケインを制したことでは、ユタ州内3郡の1つになった。モアブ市は近くにアーチーズ国立公園やキャニオンランズ国立公園があることから、環境問題活動家の数がかなり多い。

## 都市と町

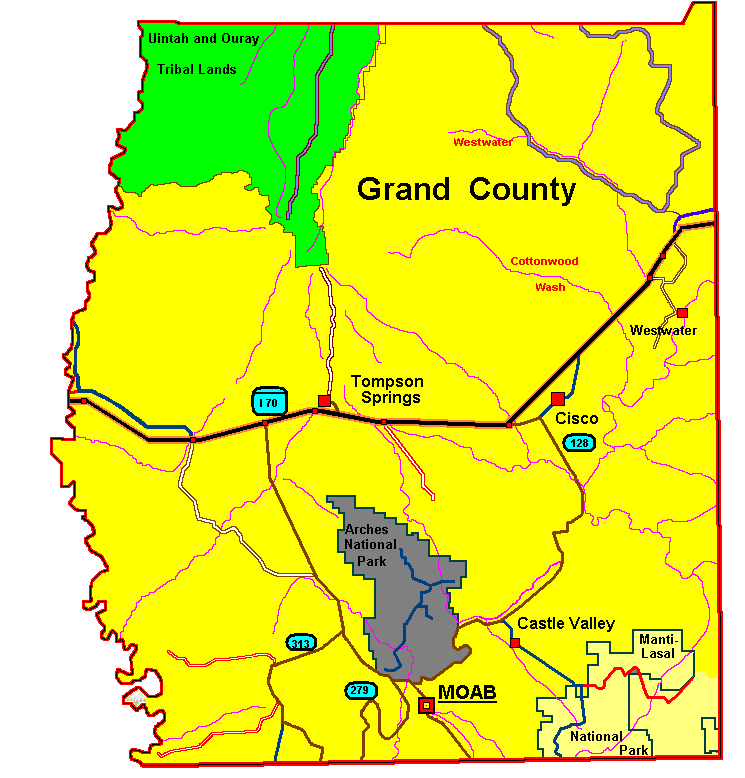
郡の地図

- モアブ - 郡庁所在地
- キャッスルバレー
- ブレンデル
- トンプソンスプリングス
- シスコ（ゴーストタウン）

## 古生物学
デンバー自然史博物館が様々な成長段階の獣脚竜と鳥脚竜の恐竜化石が出るシーダー山麓形成に小さな石切場をオープンさせた。竜脚類の成獣と子供の化石もこの石切場で見つかっている。成獣のものは「ベネノソラス」種の標本に指定された。